# Villa San Giovanni
Villa San Giovanni – miejscowość i gmina we Włoszech, w regionie Kalabria, w prowincji Reggio Calabria, położone nad Cieśniną Mesyńską.
Według danych na rok 2004 gminę zamieszkiwały 13 084 osoby; 1090,3 os./km².
W miejscowości znajduje się stacja kolejowa Villa San Giovanni. Funkcjonują tu połączenia promowe z położoną na Sycylii Mesyną.